# Прибуток
Прибу́ток (англ. profit) — сума, на яку доходи перевищують пов'язані з ними витрати. Чистий прибуток це прибуток після сплати податків.
Прибуток також визначають як суму, на яку зріс власний капітал компанії за даний період у результаті діяльності цієї компанії.
Прибуток — частина вартості додаткового продукту, виражена в грошах; частина чистого доходу; грошовий вираз вартості реалізованого чистого доходу, основна форма грошових накопичень господарського суб'єкта.
Прибуток — соціально-економічна категорія, що являє собою вартість прибуткового продукту, а в окремих випадках і необхідного продукту, є частиною чистого доходу суб'єкта  господарювання і є сумою перевищення ціни товару (робіт, послуг) (без податків) над витратами.

## Економічна роль прибутку
Економічна роль прибутку в умовах ринку виявляється в таких рисах:
— прибуток є рушійною силою функціонування та розвитку економіки, основним спонукальним мотивом підприємницької діяльності
— прагнення отримати прибуток сприяє ефективному розподілу та використанню ресурсів, упровадження досягнень науково-технічного прогресу, скороченню витрат, поліпшенню якості продукції та її споживчих властивостей.
— прибуток є джерелом розширення суспільного виробництва, примноження національного багатства та задоволення потреб суспільства, що зростають.
Прибуток на капітал — найважливіша категорія ринкової економіки, складна за своєю сутністю та конкретними формами вияву.

## Функції прибутку
- Оцінювальна — ефект використання основних ресурсів підприємства
- Стимулююча — функція прибутку, спрямована на зниження витрат виробництва запровадженням інновацій, що збільшує можливості розширення виробництва і зростання масштабів бізнесу.
- Господарського розрахунку — доходи підприємства мають не тільки покривати витрати, але й резерв.
- Розподільча — функція прибутку забезпечує вибір підприємницької діяльності серед альтернативних варіантів.
- Індикативна (інформаційна) — функція прибутку забезпечує підприємство інформацією, з одного боку, про оцінку його діяльності, а з другого-про наповненість ринку товаром, даючи тим самим економічний сигнал про необхідність збільшувати чи зменшувати обсяги виробництва.
- Джерело доходів бюджету — певна сума прибутку перераховується до бюджету.

## Види прибутку
- Загальний прибуток — кінцевий фінансовий результат діяльності підприємства, що охоплює фінансові результати від різних видів його діяльності (продаж продукції, послуги, прибуток від звичайної діяльності, надзвичайних подій);
- Валовий прибуток — прибуток, розрахований на реалізованій продукції у вигляді різниці між чистим доходом (виручка без ПДВ та акцизів) від реалізації продукції і собівартістю реалізованої продукції.

- Прибуток від операційної діяльності витрати — оренда.

- Адміністративні витрати (пов'язані з обслуговуванням та управлінням підприємством) = основна та додаткова з/п управлінського персоналу, витрати на відрядження управлінського персоналу.

- Витрати на збут — оплата праці продавців (від збуту), пакування, транспортування.

- Інші операційні витрати — собівартість реалізованих виробництвом запасів, сумнівні та безнадійні борги, оцінка запасів.

## Принципи розподілу прибутку підприємства
- сплата частки до бюджету;
- поповнення статутного фонду;
- виплата дивідендів;
- розширення виробництва;
- сплата штрафів;
- соціальний розвиток;
- стимулювання/мотивація працівників та інші напрямки, передбачені статутом.

## Методи планування прибутку
- прямого рахунку;
- аналітичний.

## Чинники, що впливають на норму прибутку
На норму прибутку впливають такі чинники:
- Швидкість обороту капіталу. При її зростанні до суб'єкта господарської діяльності скоріше повертаються витрачені кошти, в тому числі на заробітну плату. У такому разі за попередньої величини капіталу зростають обсяги виробництва і прибуток.
- Економія витрат на засоби виробництва. Її досягають завдяки впровадженню досконалішої техніки, технології, передової організації виробництва і стимулюванню живої праці.
- Масштаби виробництва. Зростання обсягів виробництва дає можливість використати ефективніші засоби виробництва (поточні лінії тощо) порівняно з середніми і малими підприємствами. Це сприяє економії витрат виробництва, а отже, підвищенню віддачі одиниці використаного капіталу.

## Інші види прибутків
1. За характером відбиття в обліку виділяють бухгалтерський і економічний прибуток підприємства.
  1. Бухгалтерський прибуток — прибуток від підприємницької діяльності, обчислений за бухгалтерською документацією без урахування документально не зафіксованих витрат самого підприємця, зокрема і втраченого зиску. Обсяг нерозподіленого прибутку визначається за даними бухгалтерського обліку та відображається на рахунку 441 «Прибуток нерозподілений» (збитки відповідно на рахунку 442 «Непокриті збитки»).
  2. Економічний прибуток являє собою різницю між сумою доходів підприємства, з одного боку, і сумою його поточних витрат, з іншого. При цьому враховуються поточні витрати як внутрішні так і зовнішні, перші не відбиваються бухгалтерським обліком та оцінюються за їхньою альтернативною вартістю. Економічний прибуток підприємства завжди менше бухгалтерського на величину внутрішніх поточних витрат.

1. За характером діяльності підприємства розділяють прибуток від звичайної діяльності й прибуток від надзвичайних подій.
  1. Прибуток від звичайної діяльності характеризує фінансовий результат від всіх традиційних для даного підприємства видів діяльності й господарських операцій, формується на регулярній основі.
  2. Прибуток від надзвичайних подій характеризує незвичайне або дуже рідкісне для даного підприємства джерело формування.

1. За основними видами господарських операцій підприємства виділяють прибуток від реалізації продукції й прибуток від позареалізаційних операцій.
  1. Прибуток від реалізації продукції — товарів, робіт, послуг — є основним його видом на підприємстві, безпосередньо пов'язаним з галузевою специфікою діяльності. Аналогом цього терміна виступає термін «валовий прибуток». В обох випадках під цим прибутком розуміється результат господарювання з основної виробничо-збутової діяльності підприємства.
  2. Прибуток від реалізації продукції складається з прибутку у нереалізованих залишках річної продукції на початок року, прибутку від випуску товарної продукції звітного періоду та прибутку у залишках нереалізованої продукції на кінець року
  3. Прибуток від позареалізаційних операцій формально характеризується терміном «доходи від позареалізаційних операцій», однак за своїм сутнісним змістом ставиться до категорії прибутку, тому що відбивається у звітності у вигляді сальдо між отриманими доходами й понесеними втратами від цих операцій. До складу доходів, що формують цей прибуток, ставляться доходи від пайової участі даного підприємства в діяльності інших спільних підприємств з вітчизняними й закордонними партнерами (у вигляді розподіленого прибутку на суму його паїв у спільних підприємствах); доходи від облігацій, акцій і інших цінних паперів, що належать підприємству та випущені сторонніми емітентами (у вигляді сум відсотків і дивідендів); доходи від депозитних внесків підприємства в банках; отримані штрафи, пені й неустойки та ін.

1. За основними видами діяльності підприємства виділяють прибуток, отриманий від операційної, інвестиційної й фінансової діяльності.
  1. Прибуток від операційної діяльності являє собою сукупний обсяг прибутку від реалізації продукції й прибутку від інших операцій, що не ставляться до інвестиційної або фінансової діяльності.
  2. Прибуток від інвестиційної діяльності характеризує підсумковий фінансовий результат від операцій з придбання (спорудження, виготовлення) і продажу — основних фондів, нематеріальних активів і інших необоротних активів, а також короткострокових фінансових інвестицій, які не є еквівалентами коштів.
  3. Прибуток від фінансової діяльності характеризує фінансовий результат операцій, які приводять до зміни розміру й складу власного капіталу й позичок підприємства (залучення додаткового акціонерного або пайового капіталу, емісії облігацій і інших боргових цінних паперів, залучення кредиту в різних його формах, погашення зобов'язань з основного боргу тощо).

1. За складом елементів, що формують прибуток, розрізняють маржинальний, валовий і чистий прибуток підприємства.
Під цими термінами звичайно розуміють різні ступені «очистки» отриманих доходів від понесених підприємством у процесі господарської діяльності витрат.
  1. Маржинальний прибуток характеризує суму чистого доходу від операційної діяльності за винятком суми змінних витрат.
  2. Валовий прибуток характеризує суму чистого доходу від реалізації за винятком собівартості реалізованої продукції

  -     - фінансові результати від позареалізаційних операцій.

  1. Чистий прибуток характеризує суму балансового (валового) прибутку, зменшеного на суму податкових платежів за його рахунок.

1. За характером оподаткування прибутку виділяють оподатковувану і не оподатковувану податком його частини.
Такий розподіл прибутку відіграє важливу роль у формуванні податкової політики підприємства, тому що дозволяє оцінювати альтернативні господарські операції з позицій кінцевого їхнього ефекту. Склад прибутку, що не підлягає оподатковуванню, регулюється відповідним законодавством.

1. 3а характером інфляційної «очистки» прибутку виділяють номінальний і реальний його види.

  1. Реальний прибуток характеризує розмір номінально отриманої його суми, скоректований на темп інфляції у відповідному періоді.

1. За достатністю рівня формування виділяють низький, нормальний і високий прибуток підприємства (критерієм такого розподілу виступає рівень нормального прибутку).
  1. Нормальний прибуток характеризує такий рівень його формування, коли після покриття зовнішніх і внутрішніх поточних витрат, залишається дохід. Дорівнює мінімальній ставці депозитного відсотка. Тобто порівнюється два варіанти покласти гроші на депозит чи вкласти їх у бізнес, і якщо отриманий прибуток більше ніж кошти? які б було отримано від депозиту він вважається нормальним.
  2. Низький і високий прибуток характеризує рівень її формування, що відповідно нижче або вище рівня нормального прибутку.

1. За характером використання в складі чистого прибутку виділяють споживану частину, та ту, що капіталізується.
  1. Капіталізований прибуток характеризує ту суму, що спрямована на фінансування приросту активів підприємства, а спожитий прибуток — ту його частину, що витрачена на виплати акціонерам, персоналу або на соціальні програми підприємства.

1. За ступенем використання виділяють нерозподілений і розподілений прибуток підприємства.

Нерозподілений прибуток — це частина чистого прибутку, яка залишається у розпорядженні підприємства після виплати доходів власникам у вигляді дивідендів, формування резервного капіталу, поповнення статутного капіталу та використання на інші потреби.
В окремих випадках підприємства в результаті своєї діяльності зазнають збитків. Сума непокритого збитку зменшує власний капітал.
Нерозподілений прибуток поділяється на асигновану й неасигновану частини:
- асигнована частина має певне цільове призначення (наприклад, для фінансування розвитку підприємства, проведення цільових програм тощо);
- неасигнована частина не має конкретного призначення.

У зарубіжних корпораціях часто встановлюються обмеження, які накладаються на суму нерозподіленого прибутку. Такі обмеження тимчасово виділяють певну суму нерозподіленого прибутку, яка б могла бути виплачена у вигляді дивідендів. Коли обмеження знімаються, ця сума може бути сплачена у вигляді дивідендів та використана на інші потреби.
Обмеження нерозподіленого прибутку можуть бути добровільними або вимушеними. Одним з найпоширеніших добровільних обмежень є обмеження на нерозподілений прибуток з метою розширення матеріально-технічної бази підприємства. Це обмеження може бути зняте керівництвом товариства в будь-який момент.
Розподілений прибуток — характеризує частину сформованого прибутку, що в цей час вже розподілена й не використана в процесі господарської діяльності.
Санаційний прибуток — це специфічний вид прибутку, який виникає внаслідок викупу підприємством власних корпоративних прав (акцій, часток) за курсом, нижчим за номінальну вартість цих прав (дизажіо), у результаті їхнього безкоштовного передання до анулювання, зниження номінальної вартості або при одержанні безповоротної фінансової допомоги від власників корпоративних прав, кредиторів та інших зацікавлених у санації підприємства осіб.
Прибуток на власний капітал (Return on Equity (ROE)) — показник, що одержується діленням суми чистого прибутку на суму власного капіталу компанії.
Середній прибуток — рівний (рівнозначний) прибуток на однакові капітали, вкладені в різні галузі і сфери виробництва. Утворюється в процесі міжгалузевої конкуренції.
Засновницький прибуток — це дохід, який отримує засновник акціонерного підприємства (товариства) при відкритій підписці на акції.
Прибуток на інвестиції — прибуток до виплати відсотків і податків, ділений на суму довгострокових зобов'язань і власного капіталу. Також називається коефіцієнтом віддачі на постійний капітал.
Прибуток страховика — балансовий прибуток страховика складається з прибутку від страхової діяльності, прибутку від інвестування та розміщення тимчасово вільних коштів, прибутку від інших операцій.
Втрачений прибуток — потенційний прибуток, реально не отриманий підприємством.
Економіст Кодацький В. П. у своїй книзі «Прибуток» вважає джерелом прибутку діяльність суб'єкта господарювання. В результаті цієї діяльності можливі:
1.Прибуток одержаний в результаті діяльності в більш кращих умовах.
2.Несподівані прибутки.
3.Прибуток отриманий внаслідок зростання цін (інфляції).
4.Перевищення позареалізаційних доходів над позареалізаційними витратами.
5.Безповоротна допомога держави, фізичних і юридичних осіб.